# Клизмофилия

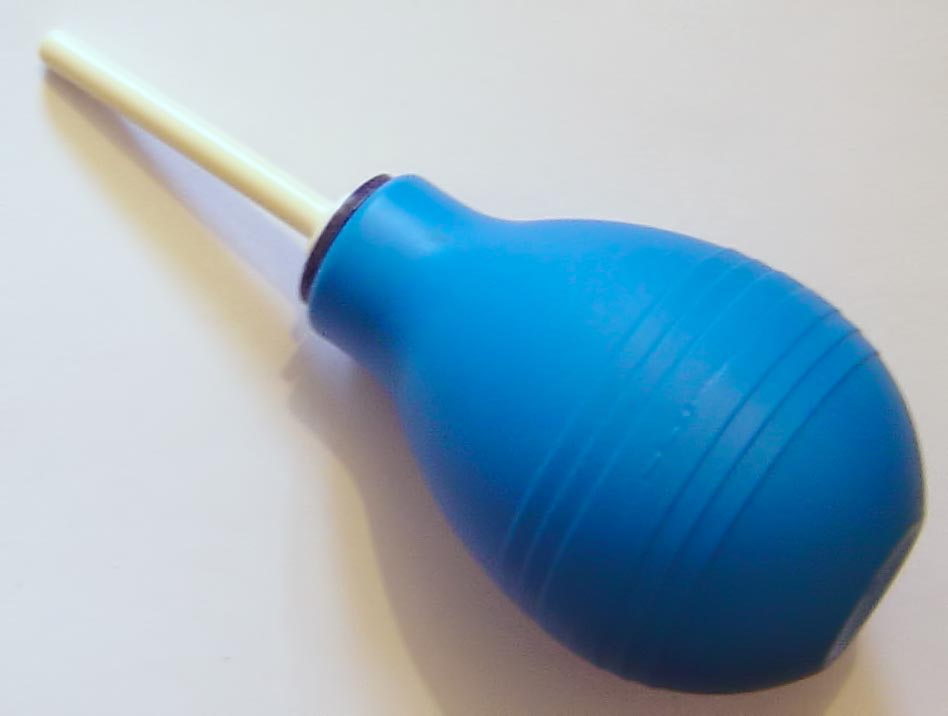
Спринцовка — основа клизмофилии

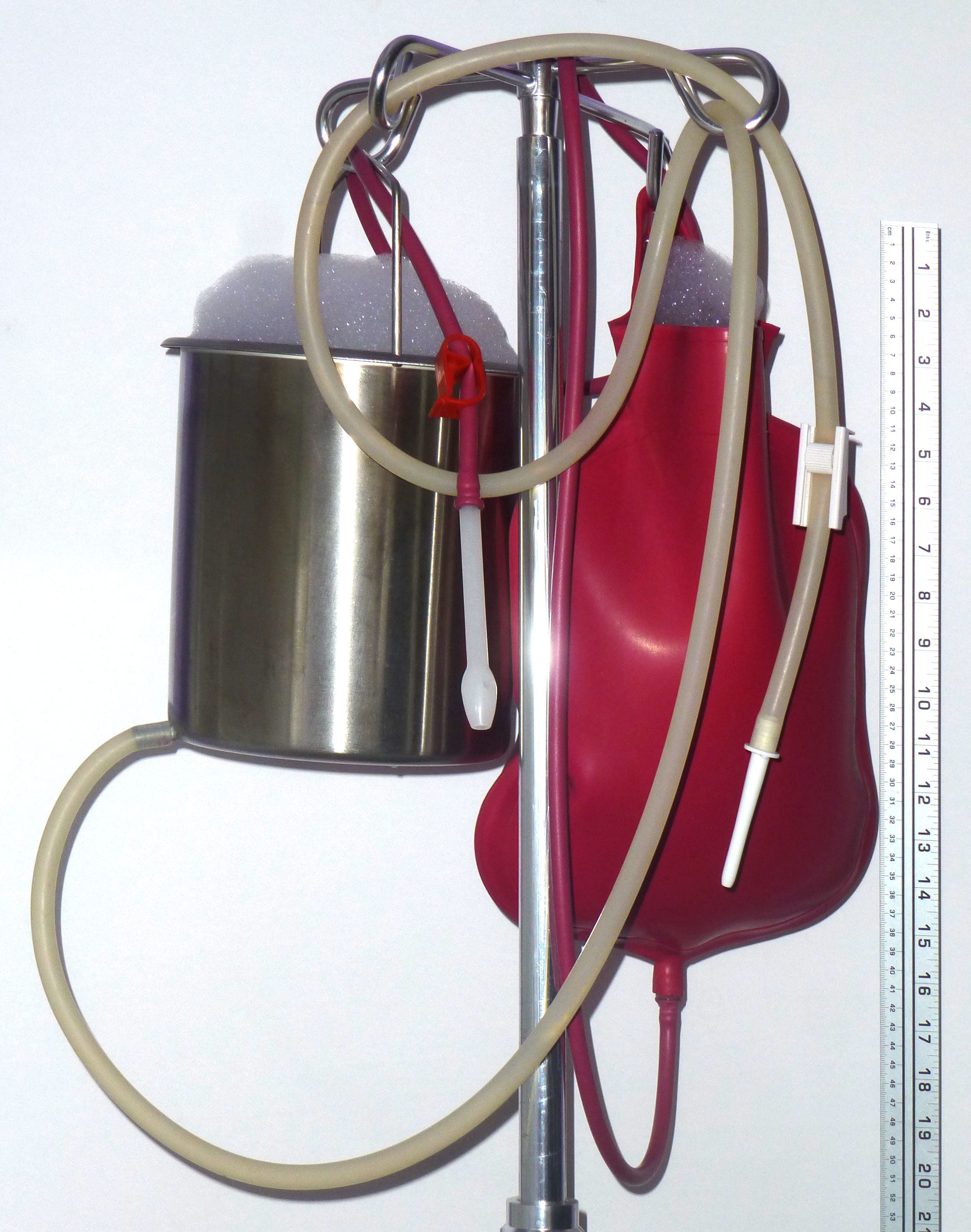
Устройства для вливания огромных (4-литровых) мыльных клизм

Клизмофили́я — парафилия, заключающаяся в получении сексуального удовольствия с помощью клизмы как процедуры или инструмента. Иногда рассматривается как специфическая форма анальной мастурбации. Термин был введён доктором Джоанной Денко в 1973 году.
Лица, получающие эротическое или сексуальное удовольствие от клизмы и других сопутствующих медицинских манипуляций, называются клизмофилами. В некоторых секс-шопах продаются специальные фетишные разновидности кружек Эсмарха, спринцовок и наконечников для приверженцев данной сексуальной практики, однако подавляющее большинство клизмофилов предпочитает использовать более доступные стандартные медицинские изделия, применяемые при постановке клизм.
Истории болезни, воспоминания и рассказы людей, у которых наблюдалась клизмофилия, свидетельствуют о частой постановке им клизм в младенческом, детском или даже подростковом возрасте чересчур обеспокоенными или просто заботливыми родителями — как правило, матерями. Возможно, что ассоциация любви и заботы с анальной стимуляцией эротизировала переживания, связанные с процедурой.
При отсутствии должных знаний и опыта (хотя бы в объёме постановки клизм по медицинским показаниям) клизмофилия может быть травмоопасной, учитывая высокую ранимость анального канала и слизистой оболочки толстого кишечника. Особенно осторожным следует быть при использовании для постановки клизм различного рода ректальных и кишечных трубок (катетеров), которые могут вводиться на глубину до 60 см. Слишком частые клизмы способны вызвать угнетание естественного рефлекса на опорожнение кишечника и колит. Некоторые растворы, в частности мыльный, применяемые при постановке клизм, могут спровоцировать чрезмерное раздражение слизистой оболочки толстого кишечника и аллергические реакции. Наконец, если вливаемая жидкость слишком горяча, может произойти ожог слизистой оболочки кишечника.